# Чжоу Чжунхе
Чжоу Чжунхе (кит.: 周忠和; нар. 19 січня 1965) — китайський палеонтолог, доктор біології, директор Інституту палеонтології хребетних і палеоантропології Китайської Академії наук. Відомий завдяки тому, що описав одного з найдавніших птахів — катайорніса (Cathayornis), та працював у команді над описом конфуціусорніса (Confuciusornis). Також він займається вивченням та описанням викопних решток птерозаврів.

## Життєпис
Чжоу отримав ступінь доктора філософії у галузі біології в 1999 році у Канзаському університеті. Він є директором Інституту палеонтології і палеоантропології Китайської академії наук у Пекіні. У 2010 році був обраний до Національної академії наук США, а в 2011 році обраний академіком Китайської академії наук.